# ТЕС Шувайх
ТЕС Шувайх – теплова електростанція в кувейтській столиці місті Ель-Кувейт. Перший значний генеруючий об’єкт в історії енергетики країни.
У 1952 році в порту Шувайх (Shuwaikh) запустили електростанцію із трьома невеликими паровими турбінами потужністю по 0,75 МВт. В 1954 – 1955 тут стала до ладу значно потужніша черга (відома як «станція А»), котра мала чотири турбіни по 7,5 МВт, а в 1958-му майданчик доповнили «станцією В» у складі чотирьох парових турбін потужністю по 10 МВт. Нарешті, в 1961-1962 роках ввели в експлуатацію «станцію С» із трьох турбін по 30 МВт кожна, після чого зупинили перші три малі турбіни. 
У 1977-му на майданчику запустили одразу п’ять газових турбін потужністю по 40,8 МВт, встановлених на роботу у відкритому циклі. Це дозволило зупинити в 1978-му «станцію В», після чого потужність ТЕС стала дорівнювати 324 МВт. 
У 1989-му через погані економічні показники та недоцільність ремонту вивели з ладу чотири парові турбіни – дві потужністю по 7,5 МВт та дві по 30 МВт, а також одну газову турбіну. В такій конфігурації загальна потужність станції зменшилась до 208,2 МВт. А в 1991-му під час іракської окупації та війни у Перській затоці обладнання ТЕС Шувайх було знищене або виведене з ладу.
В 2007-му на майданчику станції реалізували призначений для покриття екстрених потреб проект Emergency Power Plant із шести встановлених на роботу у відкритому циклі газових турбін General Electric LM6000, кожна з яких має потужність від 43 до 50 МВт. Ця черга станції Шувайх була вже розрахована на використання природного газу.
Певний час зв’язок ТЕС із енергосистемою відбувався по ЛЕП, розрахованій на роботу під напругою 33 кВ, а після запуску «станції С» з’явилась можливість видачі продукції по лінії електропередач напругою 132 кВ.

## Завод із опріснення води
З 1925 року порт Шувайх приймав воду, доставлену сюди невеликими суднами із річки Шатт-ель-Араб. А в 1950-х на тлі зростаючих потреб разом із ТЕС Шувайх звели інтегрований з нею завод з опріснення води. Він запрацював у 1953-му та первісно мав 10 малих виробничих модулів загальною потужністю лише 4,5 млн літрів на добу. Зі спорудженням «станції А» в 1955-му з’явились ще 10 малих модулів тієї ж потужності. 
Наступним кроком став запуск в 1957 – 1958 роках чотирьох модулів С1, С2, D1 та D2 загальною потужністю 9 млн літрів на добу, котрі використовували іншу технологію одностадійного випаровування. А в 1960-му у складі комплексу Шувайх з’явились ще два модулі Е1 та Е2, котрів перше в світі використовували процес багатостадійного випаровування. Вони були здатні продукувати 9 млн літрів на добу.
У 1982-му можливості комплексу багаторазово збільшили та довели до 145 млн літрів на добу, для чого знадобились лише кілька потужних опріснювальних ліній. На відміну від попередніх, вони не були пов’язані із виробничим циклом електростанції та живились від власних котлів.
Хоча комплекс зазнав сильних руйнувань під час іракського вторгнення, станом на початок 2000-х тут ще працювало три запущені в 1982-му лінії потужністю понад 29 млн літрів на добу кожна (разом біля 88 млн літрів на добу). При цьому в 2010-му у Шувайху спорудили завод з опріснення потужністю 136 млн літрів на добу, котрий використовує суттєво енергоефективнішу технологію зворотнього осмосу.